# Anders Weijk
Anders Weijk, född 4 februari 1872 i Vika, Mora socken, Kopparbergs län, död 9 november 1909 i Borlänge, var en svensk målare.
Han var son till Böl Margit Andersdotter (Margit i Swidjun) och gift med läraren Ulrika Eriksson samt far till Iwan Weijk. Hans mor tog med sonen och ett antal av hans teckningar till Anders Zorn och bad honom hjälpa sonen till en utbildning. Zorn blev imponerad av teckningarna och ordnade att Weijk fick bo hos hans svärföräldrar i Stockholm. Han fick börja studera vid konstakademien 1889 och samtidigt bedrev han teoretiska studier som resulterade i en studentexamen 1892. Som konstnär utförde han landskapsskildringar och häststudier.   